# Есе за природата и значението на икономическата наука
„Есе за природата и значението на икономическата наука“ (на английски: An Essay on the Nature and Significance of Economic Science) е есе на английския икономист Лайънъл Робинс, публикувано през 1932 година.
В него той се опитва да намери точна дефиниция на икономиката като наука, в частност разграничавайки ясно икономическата наука от дискусиите върху препоръки за икономическата политика. Книгата става една от най-обсъжданите в областта на методологията на икономиката в средата на XX век и изиграва важна роля за формирането на съвременното разбиране за обхвата на икономическата наука.